# Soldat de papier
Pour plus de détails, voir Fiche technique et Distribution.
Soldat de papier (titre original russe : Бумажный солдат, Boumajny Soldat) est un film russe, réalisé en 2008 par Alexeï Alexeïevitch Guerman. Le film a remporté le Lion d'argent à la Mostra de Venise 2008. Le titre du film s'inspire d'une chanson célèbre de Boulat Okoudjava.

## Synopsis
Printemps 1961, Union soviétique. Daniel Pokrovski, médecin de l'armée est envoyé sur la base de Baïkonour pour y préparer les futurs candidats au voyage dans l'espace. Idéaliste, il tient un discours favorable aux expériences spatiales. Toutefois, il est rongé par l'angoisse — celle d'assister à la mort des hommes qu'il forme — et le doute, celui de l'absurdité d'un tel sacrifice. Le film est le portrait d'une génération de scientifiques soviétiques partagés entre le devoir et les incertitudes. C'est aussi la description d'un médecin à la santé physique et mentale fragilisée, dont la vie personnelle se partage entre deux femmes et une épouse, Nina, dont il se sépare.

## Fiche technique
- Titre original : Bumažnyj Soldat
- Titre français : Soldat de papier
- Réalisation : Alexeï Alexeïevitch Guerman
- Scénario : A. Guerman Jr., Vladimir Arkusha et Julia Glezarova
- Photographie : Maksim Drozdov, Alisher Khamidkhodjaev
- Décors : Eldar Karkhalev
- Costumes : Elena Malitch
- Montage : Sergueï Ivanov
- Effets visuels : Evgeny Barulin
- Musique : Fedor Sofronov
- Production : Artiom Vassiliev, Sergueï Choumakov
- Durée : 118 minutes
- Pays d'origine :  Russie
- Année de réalisation : 2008
- Format : couleurs, format 2,35:1
- Diffusion en  France : 15 septembre 2010
- Genre : Film dramatique

## Distribution
- Merab Ninidze : docteur Daniil Pokrovski
- Tchoulpan Khamatova : Nina, la femme de Daniil
- Anastasia Chevelieva : Vera
- Aleksandr Glebov : David
- Ruslan Ibragimov : Andrian Nikolaïev
- Fyodor Lavrov : Guerman Titov
- Polina Filonenko : l'ami de Misha
- Valentin Kuznetsov : Youri Gagarine
- Kirill Ulyanov : Garik
- Ramil Salakhutdinov : Misha
- Mikhail Gendelev : Artist Arkhangelsky
- Albert Makarov : Valentin Bondarenko
- Konstantin Shelestun : Sasha
- Igor Kechayev : Captain at the Camp
- Anna Yekaterininskaya : Lab Worker Anya
- Igor Zhilkin : Grigori
- Oleg Kovalov : Barrack Guest
- Irina Rakshina : la mère de Daniil
- Tariel Keniya : le père de Daniil
- Anatoly Kondyubov : sergent Pashintsev
- Sergei Naumov : Gorodets
- Denis Reyshakhrit : Archaeologist